# جالاكسي ريسر

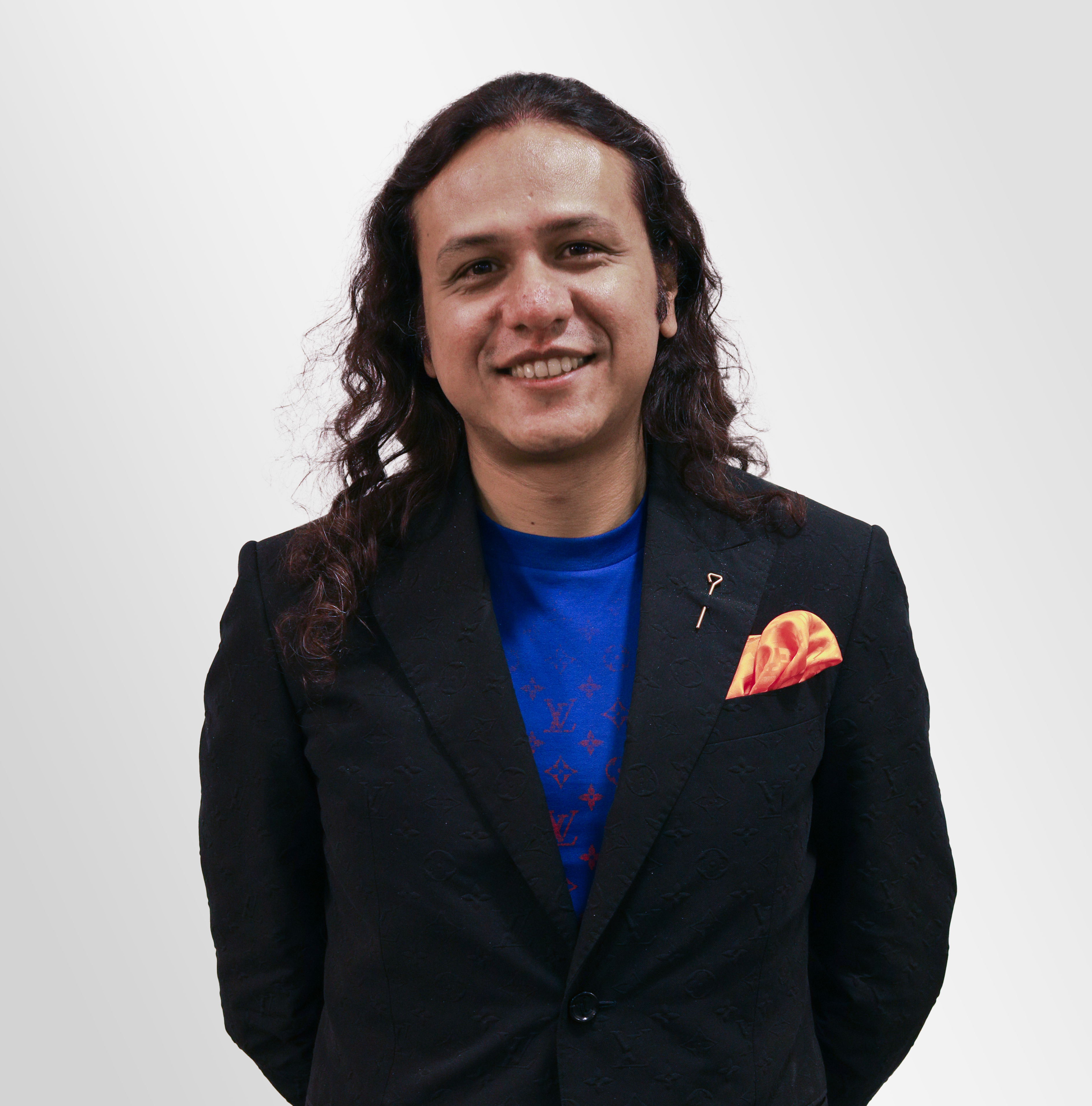
مؤسس المنظمة بول روي

جالاكسي رَيسر بالإنجليزية (Galaxy Racer) أو تسمى اختصارًا (GXR) هي أكبر منظمة للرياضات الإلكترونية وألعاب الفيديو ونمط الحياة أو ما يعرف بـ”لايف ستايل“ على مستوى العالم وتتمركز نشاطات هذه المنظمة في أمريكا الشمالية والشرق الأوسط وشمال أفريقيا وجنوب شرق آسيا وجنوب آسيا وأوروبا. تأسست هذه المنظمة في عام 2019 من قبل بول روي (Paul Roy).
يضم قسم الرياضات الإلكترونية التنافسية في جالاكسي ريسر قائمة من ثلاثة عشر فريقًا للرياضات الإلكترونية في لعبة دوتا 2 وليغ أوف ليجيندز وكاونتر سترايك: جلوبال أوفينسيف وفورتنايت وفالورانت وببجي موبايل وببجي موبايل الهند وليغ أوف ليجيندز: وايلد ريفت وفري فاير. تتكون المنظمة حاليًا من 60 رياضيًا من الذكور والإناث من أكثر من 20 دولة.
لدى جالاكسي ريسر أكثر من 100 منشئ محتوى من الشرق الأوسط وشمال إفريقيا وجنوب شرق آسيا، حيث حشدت جمهور يتكون من أكثر من 500 مليون متابع وحققت أكثر من 2.5 مليار مشاهدة شهريًا.

## تاريخ المنظمة
- في 30 يناير من عام 2021، أعلنت منظمة جالاكسي ريسر عن عقدها لشراكة مع «إي لاليجا سانتاندر فان كب» (eLaliga Santander Fan Cup)، وهي بطولة فيفا الرسمية للرياضات الإلكترونية في الدوري الإسباني التي نُظمت دوليًا بوساطة رابطة الدوري الإسباني وشركة إلكترونيك آرتس.[4][5].. كجزء من هذه الشراكة، تبث جالاكسي ريسر حصريًا كأس eLaliga Santander Fan Cup باللغة العربية على وسائل التواصل الاجتماعي الخاصة بـ جالاكسي ريسر.[6]

- في 10 فبراير من عام 2021، نالت منظمة جالاكسي ريسر حصة كبيرة في وكالة دريمفاير (DreamFyre Group)، وهي وكالة للرياضات الإلكترونية والألعاب مقرها في الفلبين، وذلك لزيادة شعبيتها في سوق جنوب شرق آسيا.[7][8] بعدها أُعيد تسمية وكالة دريمفاير (DreamFyre) باسم جالاكسي ريسر دريمفاير (GXR DreamFyre).[9]

- في 21 مارس 2021، فاز فريق فري فاير الإلكتروني الخاص بـ جالاكسي ريسر ببطولة "2021 Spring Free Fire India (FFIC)" التي نظمتها شركة جارينا (Garena).[10][11]

- في 17 أبريل 2021، أعلنت منظمة جالاكسي ريسر عن مجموعة جوائز حطمت الرقم القياسي بلغ مجموعها 10000 دولار أمريكي لبطولة مستقلة في لعبة فورتنايت في أستراليا.[12]

- في 17 مايو 2021 ، دخلت جالاكسي ريسر في شراكة مع "Techxhub" باعتبارها الراعي الرسمي لفريق الرياضات الإلكترونية في «ببجي موبايل». ومَكنت هذه الشراكة لاعبي ببجي موبايل من الوصول لإعدادات جديدة في اللعبة.[13][14]

- في 26 يوليو 2021، فازت جالاكسي ريسر ببطولة 2021 للعبة فالورانت (VALORANT Champions Tour).[15][16] في نفس اليوم، أعلنت منظمة جالاكسي ريسر عن شراكة مع نجم كرة القدم بيير إيمريك أوباميانغ وشقيقه ويليام-فيلس لاستضافة كأس "Galaxy Racer Aubameyang"، وهي بطولة: فورتنايت باتل رويال الإقليمية بين أوروبا والشرق الأوسط التي استمرت من 1 إلى 4 أغسطس.[17][18][19][20]

- في 2 أغسطس 2021، أعلنت جالاكسي عن شراكة عالمية للبضائع والمحتوى مع شركة الترفيه "Waverider".[21][22] وفي نفس اليوم أعلنت المنظمة عن قائمتي ببجي موبايل الهند وببجي موبايل الشرق الأوسط.[23][24]

- في 16 أغسطس 2021، تُوِجَتْ المنظمة ببطولة BTS Pro" Series S7 Championship: SEA Title 2021" بفوزها على فانتك.[25][26]

- في 27 أغسطس 2021، عقدت جالاكسي ريسر شراكة محتوى مدتها ثلاث سنوات مع "لا ليجا" دوري كرة القدم الإسباني من الدرجة الأولى، لإنتاج سلسلة أصلية حصرية تضم منشئي محتوى جالاكسي ريسر مع لاعبي كرة القدم من «لا ليجا» في إسبانيا، دون نسيانها لمحتوى نمط الحياة.[27][28]

- في 29 أغسطس 2021، أعلنت جالاكسي ريسر وويفرايدر (Waverider) عن خطط لاستضافة (POPC Live!) وهو أكبر مهرجان للرياضات الإلكترونية والقصص المصورة، ومهرجان ثقافة البوب لمستخدمي يوتيوب في مارس 2022.[29][30]

- في 8 سبتمبر 2021، وقعت (Anne 'mamabenjyfishy') مع جالاكسي ريسر، وأصبحت أول أم للاعب محترف تنضم إلى منظمة فريق الرياضات الإلكترونية.[31] «آن فيش» هي والدة ديفد فيش، وهو لاعب فورتنايت محترف يلعب حاليًا في "NRG Esports Europe" ويعتبر أحد أفضل لاعبي لعبة فورتنايت في أوروبا.[32]

- في 18 سبتمبر 2021 ، أعلنت جالاكسي ريسر عن قائمة فري فاير الجديدة للتنافس في بطولة "Free Fire India Fall 2021".[33]

- في 21 سبتمبر 2021، أعلن كل من جالاكسي ريسر و «تيم نيجما» (Team Nigma) عن اندماج بين الشركتين تحت مسمى (Nigma Galaxy) مُرَكِّزين على على اعطاء فرص أكبر للاعبين في مناطق الشرق الأوسط وآسيا.[34][35][36]

- في 2 أكتوبر 2021، دخلت جالاكسي ريسر في شراكة مع رائد الأعمال الباكستاني المشهور فخر علم للتوسع في باكستان.[37] بعد التوسع، في 11 أكتوبر 2021، أُعلِن عن أكبر بطولة للرياضات الإلكترونية في باكستان بمجموع جوائز تقدر بقيمة 100000 دولار أمريكي، والتي عقدت في ديسمبر 2021.[38][39][40]

- في 19 أكتوبر 2021، انضمت اليوتيوبر العربية الشهيرة نور ستارز كمنشئة محتوى جديدة في جالاكسي ريسر.[41][42] وكانت نور ستارز أول شخص في الشرق الأوسط يصل إلى 10 ملايين مشترك على يوتيوب وهي واحدة من أشهر صانعي المحتوى في المنطقة.[43]

- في 22 أكتوبر 2021 ، شارك منشئو محتوى جالاكسي ريسر في جنوب شرق آسيا في دورة بأسلوب «لعبة الحبار» في لعبة روبلوكس كجزء من مبادرة جعلها تدخل مجتمع الألعاب.[44][45]

- في 1 نوفمبر 2021، جمع اليوتيوبر المشهور أبو فلة الذي يمتلك أكثر من 25 مليون مشترك على منصته في يوتيوب 1 مليون دولار أمريكي للبرنامج الخيري للمفوضية السامية للأمم المتحدة لشؤون اللاجئين (UNHCR)، في بث مباشر مدته 28 ساعة حطم الرقم القياسي، وحصل على أكثر من 588 ألف مشاهد للبث.[46][47][48][49]

- في 15 نوفمبر 2021، استثمرت جالاكسي ريسر في "Talent Lyfe"، وهي وكالة مبتكرة لتمثيل نخبة الرياضيين والمواهب الشابة، أطلقها ميكائيل سيلفيستر، نجم مانشستر يونايتد السابق.[50]

- في 2 ديسمبر 2021، نالت منظمة جالاكسي ريسر و Riva" Technology and Entertainment" على في آي إي سبورتز "VY Esports" في اللعبة لتمتلكا مشاركة المعجبين في منطقة الشرق الأوسط وشمال إفريقيا وجنوب شرق آسيا.[51][52]

- في 13 ديسمبر 2021، أطلقت جالاكسي ريسر أكبر بطولة للرياضات الإلكترونية في باكستان بمجموع جوائز يعادل أكثر من 100,000 دولار أمريكي.[53][54]

- في 20 ديسمبر 2021، أعلنت جالاكسي ريسر و (eLaLiga Santander) عن سلسلة بطولات فيفا 22 "FIFA22"، مع كون جالاكسي ريسر راعيًا للحدث.[53][55][56]

- في 28 ديسمبر 2021، أعلنت منظمة جالاكسي ريسر، وهي أول مؤسسة للرياضات الإلكترونية تدخل في عالم الألعاب، عن رعاية "Rogue Jam"، ودخولها مسابقة بجوائز تعدت 800,000 دولار أمريكي.[57][58]

- في 6 يناير 2022 ، أعلنت جالاكسي ريسر عن حملها لجمع 10 ملايين دولار أمريكي أقامها منشئ المحتوى الصاعد أبو فلة من خلال عيشه في صندوق زجاجي في دبي.[59][60]

- في 8 يناير 2022، أعلنت جالاكسي ريسر عن حفل افتتاح «جايمرز جالاكسي» (GAMERS GALAXY)، أكبر بطولة للرياضات الإلكترونية في باكستان تضم العديد من ألعاب الرياضات الإلكترونية الشهيرة مثل ببجي موبايل جيمرز جالاكسي وفالورانت واعتبرت "HER Galaxy Valorant Spike Rush 2v2" (أول رياضة إلكترونية نسائية على الإطلاق في باكستان) والبطولات الأخرى للعبة فيفا 22 وتيكن.[61][62]

- في 13 يناير 2022، أعلنت جالاكسي ريسر عن استثمارها بمبلغ 10 ملايين دولار أمريكي في النظام البيئي للرياضات الإلكترونية في ماليزيا.[63][64]

- في 19 يناير 2022، حطم صانع المحتوى أبو فلة رقمين قياسيين أدخلاه موسوعة جينيس «لأطول بث مباشر (فيديو) خيري»، [65] سُجِّل لمدة 268 ساعة و 14 دقيقة و 20 ثانية، حيث اجتذب 698000 مشاهدة تزامنت مع البث لجمع أكثر من 11 مليون دولار أمريكي للأعمال الخيرية، [66] جنبًا إلى جنب مع شركائها المفوضية السامية للأمم المتحدة لشؤون اللاجئين (UNHCR) ومبادرات محمد بن راشد آل مكتوم العالمية (MBRGI) و Food الشبكة الإقليمية المصرفية.[66]

- في 15 فبراير 2022، أعلنت جالاكسي ريسر عن رعاية الفريق الوطني الكندي للكريكيت في تصفيات كأس العالم T20 للرجال من المجلس الدولي للكريكيت (ICC).[67][68]

- في 17 فبراير 2022، أعلنت جالاكسي ريسر عن" GAMERS GALAXY: Dota 2 Invitational Series Dubai 2022"، أكبر بطولة للرياضات الإلكترونية في منطقة الشرق الأوسط وشمال إفريقيا مع أفضل فرق لعب دوتا 2 في العالم، مع مجموعة ضخمة من الجوائز بقيمة 1,000,000 درهم إماراتي.[69][70]

- في 22 مارس 2022، أعلنت جالاكسي ريسر عن توسعها في أمريكا الشمالية من خلال العلامة التجارية HER Galaxy، وهي مبادرة للرياضات الإلكترونية الشعبية تهدف إلى إنشاء نظام بيئي شامل للّاعبات النساء. سوف تتطلع HER Galaxy لتقديم منصة لنمو الفرق، وتوفير الموارد اللازمة لبناء جمهور وتوفير الدعم المالي للمساعدة في الاستدامة في جميع أنحاء المنطقة.

## روابط خارجية
- الموقع الرسمي